# Óscar García Junyent
Óscar García Junyent, noto come Óscar (Sabadell, 26 aprile 1973), è un allenatore di calcio ed ex calciatore spagnolo, di ruolo centrocampista.

## Carriera

### Giocatore

#### Club
Nato a Sabadell, Óscar ha esordito professionalmente con il Barcellona. Tra il 1992 e il 1994 ha giocato cinque partite della Liga con il Barça, campione ogni anno e, dopo un prestito al club di massima divisione Albacete Balompié, è tornato al Barcellona ed è stato spesso utilizzato (con buoni risultati) in vari ruoli offensivi: durante nella stagione 1995-1996 ha segnato 10 gol in campionato, il maggior numero in rosa, anche se ha giocato solo 11 delle sue 28 presenze.
Con il suo ruolo in graduale diminuzione, Óscar è passato al Valencia per una stagione, poi per 4 anni all'RCD Espanyol (facendo nuovamente coppia con il fratello Roger, per tre stagioni) e, infine, UE Lleida per una stagione, e ritirandosi nel giugno 2005 all'età di 32 anni. Il 7 gennaio nel 2001, mentre giocava per la seconda squadra contro il CD Numancia, fu portato in ospedale dopo aver ingoiato la lingua.
Óscar ha quasi firmato per il West Ham United FC nell'estate 2002, ma l'accordo è fallito dopo una settimana di prova ed è tornato all'Espanyol, con il quale non ha mai segnato più di un gol a stagione in quattro anni.

#### Internazionale
Per la Spagna, Óscar è apparso per la nazione alle Olimpiadi estive del 1996 ad Atlanta, segnando due gol per gli eventuali quarti di finale.

### Allenatore
Inizia la carriera di allenatore come vice allenatore della Catalogna nel periodo 2009-2010, nel quale il selezionatore della Selecció era Johan Cruijff.

In seguito allenò le giovanili del Barcellona, dal 2010 al 2012. Il 22 maggio 2012 fu assunto come allenatore dal Maccabi Tel Aviv, vincendo il campionato, salvo poi dimettersi esattamente un anno dopo per motivi personali.

Il 26 giugno 2013 viene assunto come nuovo tecnico del Brighton & Hove Albion. Si dimette il 12 maggio 2014 in seguito alla sconfitta per 2-1 contro il Derby County nelle semifinali dei play-off di Football League Championship.

Il 2 giugno 2014 ritorna al Maccabi Tel Aviv, firmando un biennale, per poi dimettersi il 26 agosto a causa del conflitto israelo-palestinese.

Il 2 settembre 2014, in seguito alle dimissioni di Giuseppe Sannino, ritorna in Inghilterra, al Watford venendo sollevato dopo soli 27 giorni. Dopo essere stato per più di un anno senza squadra, il 28 dicembre 2015 diventa il nuovo allenatore del Red Bull Salisburgo.
Il 15 giugno 2017 viene annunciato come nuovo allenatore del Saint-Étienne. Dopo un periodo negativo per la squadra francese, il 15 novembre risolve consensualmente il contratto.
Il 5 gennaio 2018 diventa il nuovo tecnico dell'Olympiakos. Si dimette dall'incarico il 3 aprile, in seguito al pareggio contro il Levadeiakos che ha tagliato fuori il club ateniese dalla corsa Scudetto.
Il 4 novembre 2019 sostituisce Fran Escribá sulla panchina del Celta Vigo, allenando per la prima volta nella Primera Division spagnola. Il 9 novembre 2020 viene sollevato dall'incarico.
Nel giugno 2021 ha firmato un contratto triennale con lo Stade Reims, ma è stato esonerato nel 2022.
Il 13 novembre 2023 firma un contratto con il club belga del OH Lovanio, terzultimo nel campionato belga.

## Statistiche

### Statistiche da allenatore

#### Club
Statistiche aggiornate al 18 agosto 2024. In grassetto le competizioni vinte.
| Stagione                | Squadra                 | Campionato              | Campionato | Campionato | Campionato | Campionato | Coppe nazionali | Coppe nazionali | Coppe nazionali | Coppe nazionali | Coppe nazionali | Coppe continentali | Coppe continentali | Coppe continentali | Coppe continentali | Coppe continentali | Altre coppe | Altre coppe | Altre coppe | Altre coppe | Altre coppe | Totale | Totale | Totale | Totale | % Vittorie | Piazzamento   |
| Stagione                | Squadra                 | Comp                    | G          | V          | N          | P          | Comp            | G               | V               | N               | P               | Comp               | G                  | V                  | N                  | P                  | Comp        | G           | V           | N           | P           | G      | V      | N      | P      | %          | Piazzamento   |
| ----------------------- | ----------------------- | ----------------------- | ---------- | ---------- | ---------- | ---------- | --------------- | --------------- | --------------- | --------------- | --------------- | ------------------ | ------------------ | ------------------ | ------------------ | ------------------ | ----------- | ----------- | ----------- | ----------- | ----------- | ------ | ------ | ------ | ------ | ---------- | ------------- |
| 2012-2013               | Maccabi Tel Aviv        | Lh                      | 36         | 25         | 5          | 6          | CI+CdL          | 2+5             | 1+2             | 0+2             | 1+1             | -                  | -                  | -                  | -                  | -                  | -           | -           | -           | -           | -           | 43     | 28     | 7      | 8      | 65,12      | 1º            |
| 2013-2014               | Brighton                | FLC                     | 46+2       | 19+0       | 15+0       | 12+2       | FACup+CdL       | 4+1             | 2+0             | 1+0             | 1+1             | -                  | -                  | -                  | -                  | -                  | -           | -           | -           | -           | -           | 53     | 21     | 16     | 16     | 39,62      | 6º            |
| lug.-ago. 2014          | Maccabi Tel Aviv        | Lh                      | -          | -          | -          | -          | CI+CdL          | 0+1             | 0               | 1               | 0               | UCL+UEL            | 4+1                | 2+0                | 1+0                | 1+1                | -           | -           | -           | -           | -           | 6      | 2      | 2      | 2      | 33,33      | Dim.          |
| Totale Maccabi Tel Aviv | Totale Maccabi Tel Aviv | Totale Maccabi Tel Aviv | 36         | 25         | 5          | 6          |                 | 8               | 3               | 3               | 2               |                    | 5                  | 2                  | 1                  | 2                  |             | -           | -           | -           | -           | 49     | 30     | 9      | 10     | 61,22      |               |
| set. 2014               | Watford                 | FLC                     | 4          | 1          | 2          | 1          | FACup+CdL       | -               | -               | -               | -               | -                  | -                  | -                  | -                  | -                  | -           | -           | -           | -           | -           | 4      | 1      | 2      | 1      | 25,00      | Sub., eson.   |
| apr.-giu. 2016          | Salisburgo              | BL                      | 16         | 11         | 4          | 1          | CA              | 3               | 3               | 0               | 0               | UCL+UEL            | -                  | -                  | -                  | -                  | -           | -           | -           | -           | -           | 19     | 14     | 4      | 1      | 73,68      | Sub., 1º      |
| 2016-2017               | Salisburgo              | BL                      | 36         | 25         | 6          | 5          | CA              | 6               | 6               | 0               | 0               | UCL+UEL            | 6+6                | 4+2                | 1+1                | 1+3                | -           | -           | -           | -           | -           | 54     | 37     | 8      | 9      | 68,52      | 1º            |
| Totale Salisburgo       | Totale Salisburgo       | Totale Salisburgo       | 52         | 36         | 10         | 6          |                 | 9               | 9               | 0               | 0               |                    | 12                 | 6                  | 2                  | 4                  |             | -           | -           | -           | -           | 73     | 51     | 12     | 10     | 69,86      |               |
| ago.-nov. 2017          | Saint-Étienne           | L1                      | 12         | 5          | 3          | 4          | CF+CdL          | 0+1             | 0               | 0               | 1               | -                  | -                  | -                  | -                  | -                  | -           | -           | -           | -           | -           | 13     | 5      | 3      | 5      | 38,46      | Dim.          |
| gen.-apr. 2018          | Olympiacos              | SL                      | 7          | 4          | 2          | 1          | CG              | 3               | 1               | 1               | 1               | UCL                | -                  | -                  | -                  | -                  | -           | -           | -           | -           | -           | 10     | 5      | 3      | 2      | 50,00      | Dim.          |
| nov. 2019-2020          | Celta Vigo              | PD                      | 26         | 5          | 13         | 8          | CR              | 3               | 2               | 0               | 1               | -                  | -                  | -                  | -                  | -                  | -           | -           | -           | -           | -           | 29     | 7      | 13     | 9      | 24,14      | Sub.,17º      |
| ago.-nov. 2020          | Celta Vigo              | PD                      | 7          | 1          | 2          | 4          | CR              | 0               | 0               | 0               | 0               | -                  | -                  | -                  | -                  | -                  | -           | -           | -           | -           | -           | 7      | 1      | 2      | 4      | 14,29      | Eson.         |
| Totale Celta Vigo       | Totale Celta Vigo       | Totale Celta Vigo       | 33         | 6          | 15         | 12         |                 | 3               | 2               | 0               | 1               |                    | -                  | -                  | -                  | -                  |             | -           | -           | -           | -           | 36     | 8      | 15     | 13     | 22,22      |               |
| 2021-2022               | Stade Reims             | L1                      | 38         | 11         | 13         | 14         | CF              | 3               | 2               | 0               | 1               | -                  | -                  | -                  | -                  | -                  | -           | -           | -           | -           | -           | 41     | 13     | 13     | 15     | 31,71      | 12º           |
| lug.-ott. 2022          | Stade Reims             | L1                      | 10         | 1          | 5          | 4          | CF              | 0               | 0               | 0               | 0               | -                  | -                  | -                  | -                  | -                  | -           | -           | -           | -           | -           | 10     | 1      | 5      | 4      | 10,00      | Eson.         |
| Totale Stade Reims      | Totale Stade Reims      | Totale Stade Reims      | 48         | 12         | 18         | 18         |                 | 3               | 2               | 0               | 1               |                    | -                  | -                  | -                  | -                  |             | -           | -           | -           | -           | 51     | 14     | 18     | 19     | 27,45      |               |
| nov 2023-2024           | OH Lovanio              | PL                      | 17+10      | 4+4        | 5+3        | 8+3        | CB              | 2               | 0               | 1               | 1               | -                  | -                  | -                  | -                  | -                  | -           | -           | -           | -           | -           | 29     | 8      | 9      | 12     | 27,59      | Sub. 12°      |
| 2024-2025               | OH Lovanio              | PL                      | 14         | 3          | 7          | 4          | CB              | 1               | 1               | 0               | 0               | -                  | -                  | -                  | -                  | -                  | -           | -           | -           | -           | -           | 15     | 4      | 7      | 4      | 26,67      | Eson.         |
| Totale Lovanio          | Totale Lovanio          | Totale Lovanio          | 41         | 11         | 15         | 15         |                 | 3               | 1               | 1               | 1               |                    | -                  | -                  | -                  | -                  |             | -           | -           | -           | -           | 44     | 12     | 16     | 16     | 27,27      |               |
| nov. 2024-2025          | Guadalajara             | PD                      | 5          | 1          | 2          | 2          | -               | -               | -               | -               | -               | CCL                | 1                  | 0                  | 1                  | 0                  | -           | -           | -           | -           | -           | 6      | 1      | 3      | 2      | 16,67      | Sub. in corso |
| Totale carriera         | Totale carriera         | Totale carriera         | 286        | 120        | 87         | 79         |                 | 35              | 20              | 6               | 9               |                    | 18                 | 8                  | 4                  | 6                  |             | -           | -           | -           | -           | 339    | 148    | 97     | 94     | 43,66      |               |

## Palmarès

### Giocatore
- Campionato spagnolo: 4

Barcellona: 1992-1993, 1993-1994, 1997-1998, 1998-1999
- Coppa di Spagna: 2

Barcellona: 1996-1997, 1997-1998
- Supercoppa di Spagna: 4

Barcellona: 1992, 1994, 1996
Valencia: 1999
- Coppa delle Coppe: 1

Barcellona: 1996-1997
- Supercoppa UEFA: 2

Barcellona: 1992, 1997

### Allenatore
- Campionato israeliano: 1

Maccabi Tel Aviv: 2012-2013
- Campionato austriaco: 2

Red Bull Salisburgo: 2015-2016, 2016-2017
- ÖFB-Cup: 2

Red Bull Salisburgo: 2015-2016, 2016-2017